# Hydrolagus purpurescens
Hydrolagus purpurescens is een vis uit de familie kortneusdraakvissen. De vis komt voor in de Grote Oceaan. De soort komt voornamelijk voor op diepten van 920 tot 1130 m, hoewel er ook exemplaren zijn gevangen op diepten tussen de 1750 tot 1951 m.  De vis kan een lengte bereiken van 138 cm.

Verder is er weinig over deze diepzeevis bekend. Mogelijk komt de soort in een veel groter gebied in de Grote Oceaan voor en waarschijnlijk bestaan er diverse onderling verschillende populaties en soorten. Zo is niet duidelijk of dit dezelfde soort is als Hydrolagus eidolon, zoals vermeld op website van de IUCN.